# Elthusa alvaradoensis
Elthusa alvaradoensis là một loài chân đều trong họ Cymothoidae. Loài này được Rocha-Ramírez, Chávez-López & Bruce miêu tả khoa học năm 2005.